# Halicarnaso
Halicarnaso (del griego: Ἁλικαρνασσός, Halikarnassos; en latín Halicarnassus; actual Bodrum, en Turquía) fue una antigua ciudad griega situada en la costa sudoccidental de Caria (Asia Menor) en el mar Egeo, en una posición privilegiada entre el golfo Cerámico y el golfo de Cos. Originalmente solo ocupaba una pequeña isla cercana a la costa, donde actualmente se ubica el Castillo de San Pedro de Halicarnaso.

## Historia

### Fundación y primeros siglos
Según la tradición, el territorio de Halicarnaso había sido ocupado por los léleges, donde llegaron después de sufrir un saqueo por Aquiles en el territorio que antes habían ocupado, cerca de la ciudad de Aso.
Fue una colonia de la ciudad peloponesia de Trecén con la participación de algunos de Argos fundada hacia el 1000 a. C. Fue una de las ciudades que constituyeron la liga de seis ciudades conocida como Hexápolis dórica (las otras fueron Cnido, Cos, Ialisos, Lindos y Cámiros). Estaba en el istmo de Zefiria (latín Zephyrium) e inicialmente se llamó Céfira. La ciudad tenía cuatro acrópolis, siendo una de ellas Salmacis, en la parte occidental de la bahía de la ciudad, otra Zefiria, una tercera donde se situaba un templo de Ares y una cuarta que se hallaba en dirección a Milasa. Tenía dos puertos, uno de ellos de importancia estratégica puesto que estaba oculto tras la falda de un monte. Enfrente de la ciudad se situaba la isla de Arconeso (hoy Orak Ada).
A causa de un conflicto religioso (un deportista se quedó con el trofeo que había ganado en lugar de dedicarlo al dios Apolo como era tradicional) y de sus afinidades jónicas fue excluida de la Hexápolis dórica hacia el siglo VII a. C., liga que pasó a llamarse Pentápolis dórica.
En el siglo VI a. C. fue sometida al reino de Lidia. Con la caída de Lidia en manos del Imperio persa en el 546 a. C., Halicarnaso pasó también a estar dominada por este imperio.

### Periodo clásico

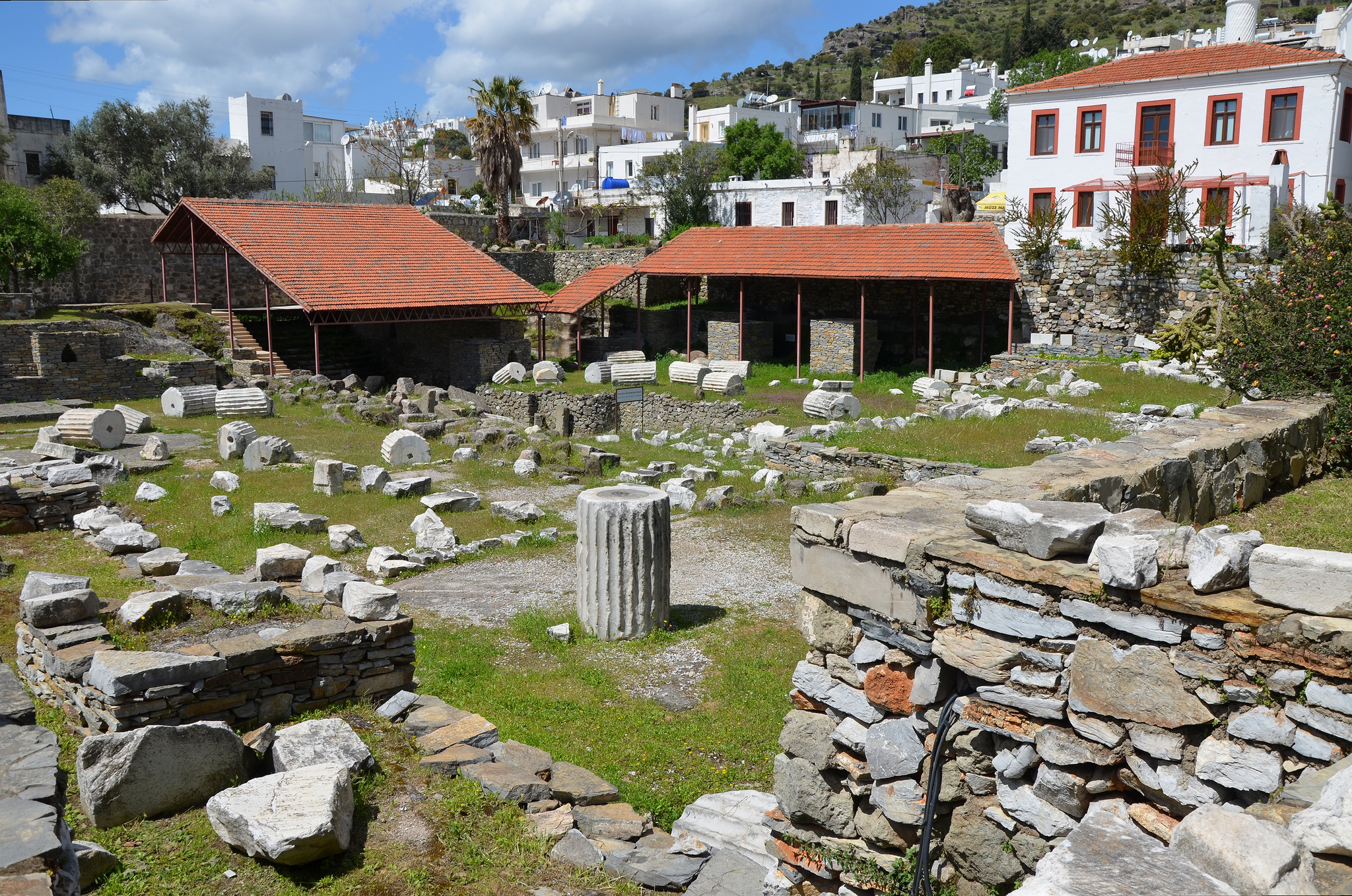
Restos del Mausoleo de Halicarnaso, que llegó a ser considerado como una de las siete maravillas del mundo antiguo.

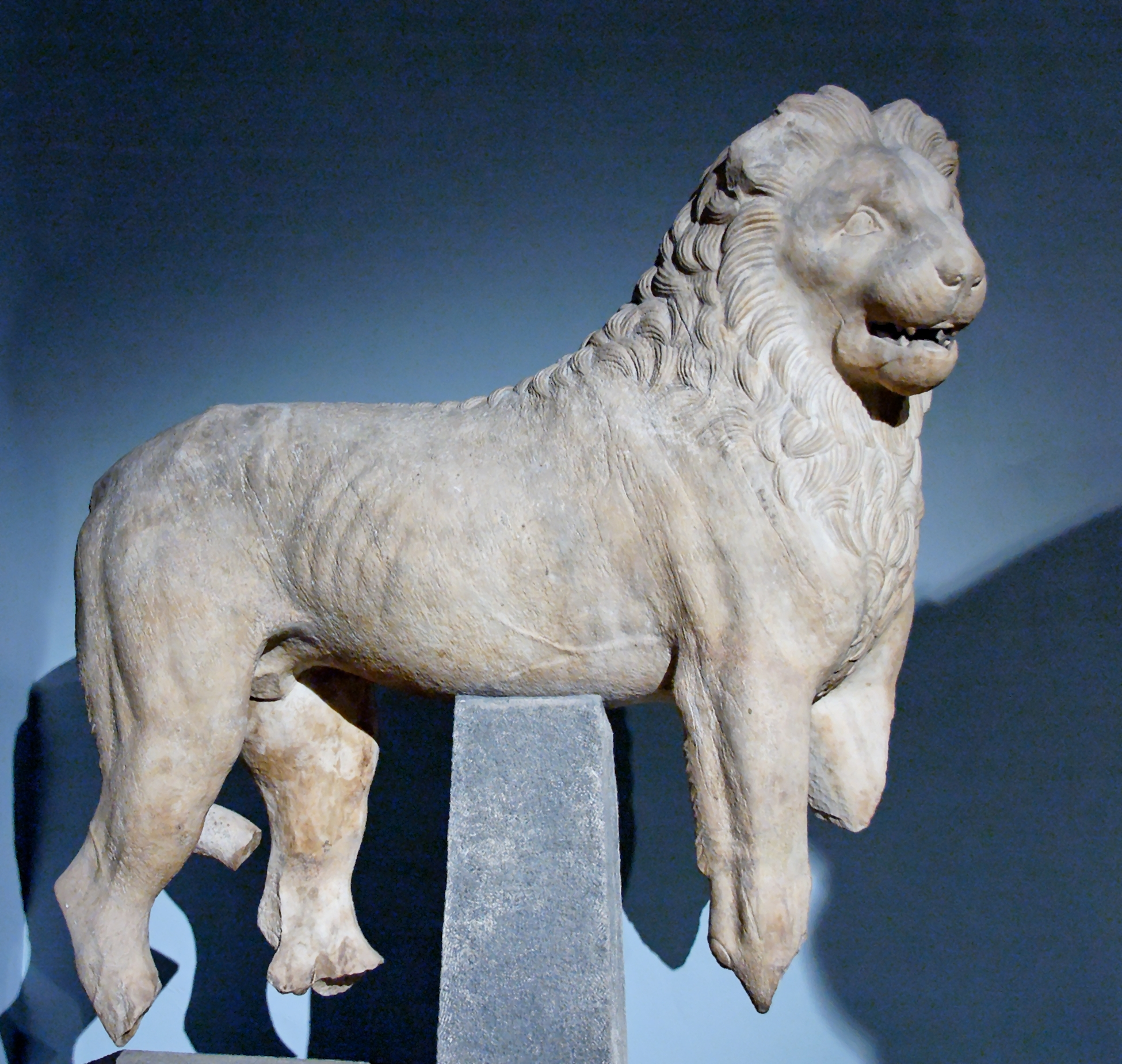
León procedente del Mausoleo de Halicarnaso, expuesto en el Museo Británico, Londres.

A comienzos del siglo V a. C. se produjo la revuelta jónica contra los persas. Entonces Halicarnaso se independizó, pero hubo de someterse otra vez a Persia hacia el 494 a. C., si bien conservó su autonomía interna y su prosperidad y fuerza. En estos años dependía del sátrapa de Sardes o Lidia. Lígdamis asumió la tiranía en el 494 a. C. Su viuda (o hija) Artemisia I luchó al lado de Jerjes I en la batalla de Salamina (480 a. C.). Lígdamis fue nombrado sátrapa de Caria (satrapía a veces independiente y otras subsatrapía de Lidia) y sus descendientes gobernaron toda Caria, con una cierta independencia de Persia hasta que en 386 a. C. los persas asumieron un dominio más directo. Halicarnaso perteneció a la Liga de Delos puesto que aparece mencionada en registros de tributos a Atenas entre los años 454/3 y 429/8 a. C.
El sátrapa de Caria más conocido fue Mausolo (377-353 a. C.) que trasladó la capital de Milasa a Halicarnaso, donde edificó un palacio real. En esta época, según relata el historiador griego Calístenes, Mausolo unió seis de las ciudades de los léleges en sinecismo a Halicarnaso, aunque según otras fuentes, estas seis ciudades fueron unidas por Alejandro Magno. Las ciudades que quedaron unidas a Halicarnaso fueron, según Plinio el Viejo,  Teángela, Side, Medmasa, Uranio, Pédaso y Telmiso pero Estrabón señala que Siángela (que se identifica con Teángela) fue una de las que se mantuvieron independientes, junto a Mindo. Cuando Mausolo murió, ocupó el trono su mujer y hermana, Artemisia II, que combatió y derrotó a los rodios y erigió un monumento funerario para su esposo: el Mausoleo de Halicarnaso, una de las siete maravillas del mundo antiguo, que ha dado nombre a estas edificaciones por su esplendidez.
La dinastía griega de Caria, pese a que impuso el helenismo y la lengua griega, permaneció fiel a los persas. Cuando Alejandro Magno llegó a la zona, había una sátrapa, de nombre Ada (334-326 a. C.) que resistía en Alinda al partido favorable a los persas que encabezaba su hermano Pixodoro que la había desposado un par de años después de la muerte de su marido Idreo (muerto hacia el 344 a. C. o 343 a. C.) y que continuaba en el poder bajo el sátrapa Orontobates, un noble persa yerno de Pixodoro. Ada acogió a Alejandro y lo quiso adoptar como hijo. Los macedonios asediaron Halicarnaso, cuya defensa estaba dirigida por Orontobates y Memnón de Rodas. La ciudad fue destruida (en parte por algunos de los defensores, que incendiaron la ciudad cuando vieron que no podrían resistir el asedio) y los habitantes se refugiaron en la acrópolis de Salmacis que fue incendiada. Luego restablecieron como sátrapa a Ada (333 a. C.), hasta el 326 a. C. La ciudad no se recuperó de esta destrucción. En adelante solo fue mencionada en relación con el mausoleo.

### Periodo helenístico

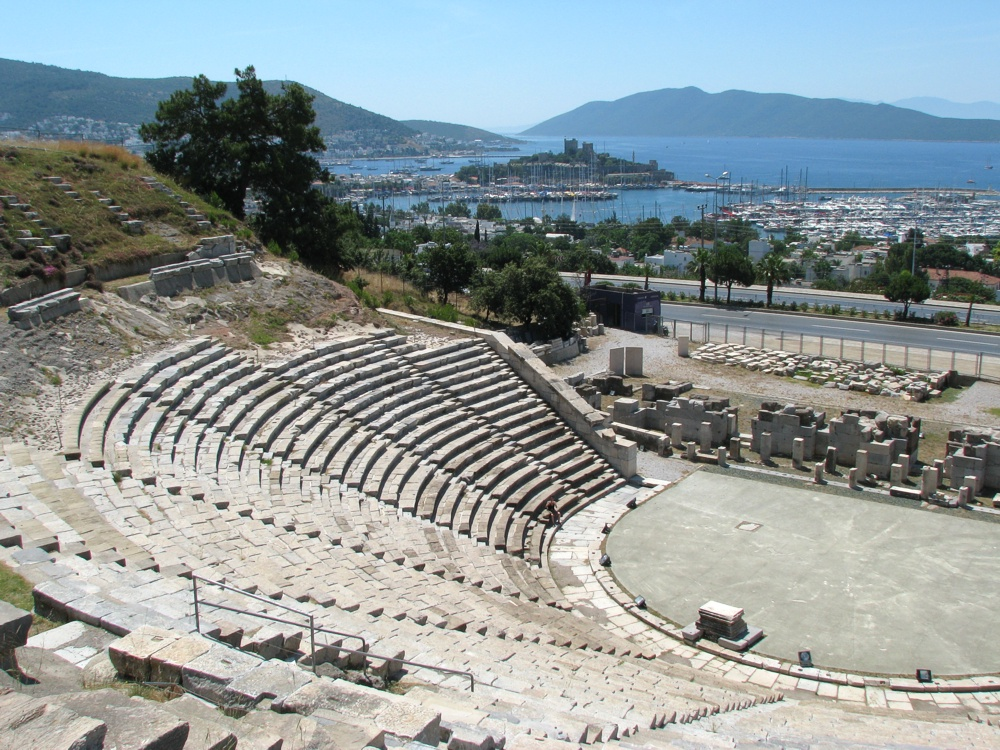
Teatro de Halicarnaso.

Después de la muerte de Alejandro, Halicarnaso fue gobernada por Asandro, sátrapa de Caria hasta el 305 a. C., cuando pasó a Antígono I Monóftalmos. En el 301 a. C., derrotado y muerto Antígono, pasó a Plistarco hasta el 294 a. C., cuando se convirtió en base naval de los lágidas de Egipto. En el 272 a. C. pasó a los seléucidas y bajo su gobierno se sabe que permanecía dentro una liga que continuaba a la Liga Caria.

### Periodo romano
En el 189 a. C., por el tratado de Apamea, pasó a Roma, bajo soberanía de la cual fue ciudad libre y más tarde colonia romana. En el 88 a. C. fue ocupada brevemente por Mitrídates VI Eupator, rey del Ponto. Después siguió en manos de Roma y Bizancio.

### Edad Media
En 1071 cayó en manos de los turcos selyúcidas. El sultán Mehmet permitió a los caballeros de Rodas ocupar la ciudad, donde construyeron un castillo (el castillo de San Pedro, que aún se conserva y con sus torres es el símbolo de la moderna ciudad de Bodrum).
En 1522 cayó bajo soberanía otomana cuando el sultán Solimán el Magnífico conquistó la isla de Rodas. Parece que entonces era llamada Petrión (probablemente del nombre del castillo) y los otomanos la convirtieron en Bodrum.

## Restos arqueológicos
Actualmente aún se conservan las antiguas murallas, unos restos del mausoleo (al oriente de Salmacis) y algunas fuentes. El templo de Afrodita, considerado uno de los más bellos de la antigüedad, no se ha conservado. Algunas estructuras encontradas en la ciudad turca actual de Bodrum se supone que decoraban el mausoleo, y están hoy día en el Museo Británico.
Una fuente llamada Salmacis, según relata Estrabón, tenía fama de convertir a los hombres que bebían de ella en afeminados. Esta fuente fue localizada tras el hallazgo en 1995 de una inscripción de fines del siglo II a. C. donde se menciona la fuente y la ninfa que le da nombre.

## Personajes célebres

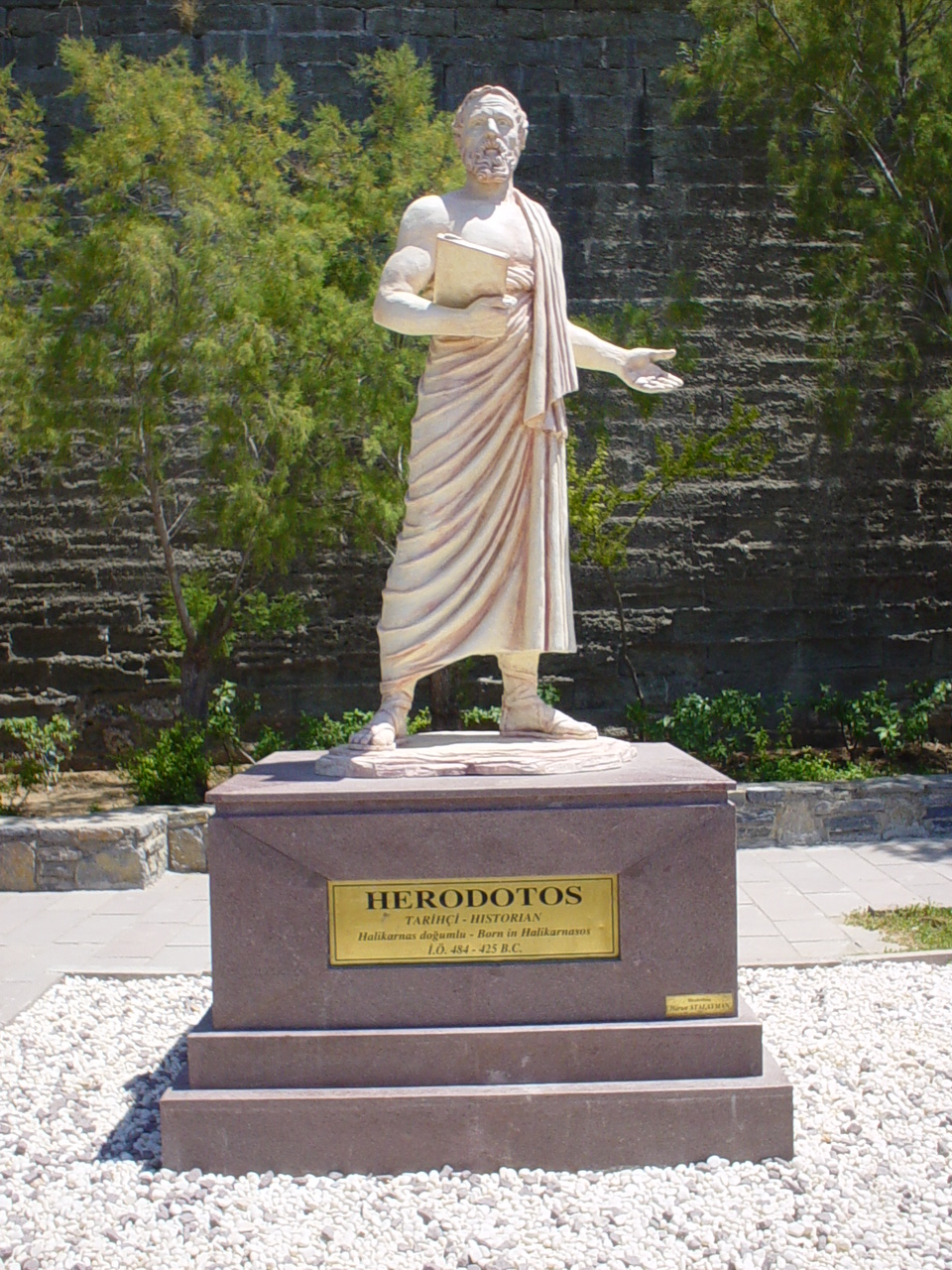
Estatua dedicada al historiador Heródoto.

Fue el lugar de nacimiento de Heródoto, Artemisia y de Dionisio de Halicarnaso.